# لنفچین
لنفچین (به انگلیسی: Llanfechain) یک منطقهٔ مسکونی در بریتانیا است که در پویس واقع شده‌است. لنفچین ۴۶۵ نفر جمعیت دارد.